# Thomas Schaaf
Thomas Schaaf (Mannheim, 30 april 1961) is een Duits voetbaltrainer en voormalig voetballer. Hij speelde zijn gehele loopbaan als verdediger voor Werder Bremen en was nadien veertien jaar trainer-coach van de Noord-Duitse Bundesligaclub. Schaaf was de langstzittende coach in de Bundesliga. Onder zijn leiding werd Bremen in 2004 landskampioen. In 1999, 2004 en 2009 veroverde de club de Duitse beker. In juli 2014 werd hij coach van Eintracht Frankfurt. In 2015 stapte hij op. Op 27 december 2015 maakte de clubleiding van Hannover 96 bekend dat Schaaf was aangesteld als opvolger van de opgestapte Michael Frontzeck. Op 3 april 2016, een dag na de 0–3 thuisnederlaag tegen HSV, werd hij ontslagen.

## Erelijst als speler
- 1988: winnaar Bundesliga
- 1991: winnaar DFB-Pokal
- 1992: winnaar Europacup II
- 1993: winnaar Bundesliga
- 1994: winnaar DFB-Pokal

## Erelijst als trainer
- 1999: winnaar DFB-Pokal
- 2004: winnaar Bundesliga
- 2004: winnaar DFB-Pokal
- 2006: winnaar Ligapokal
- 2009: winnaar DFB-Pokal

- Gemeinsame Normdatei: 1012724328
- Virtual International Authority File: 171434620